# Valparaíso de Abajo
Valparaíso de Abajo es un localidad española de la comunidad autónoma de Castilla-La Mancha. Está situada en la provincia de Cuenca y pertenece al municipio de Campos del Paraíso. 

## Geografía
Valparaíso de Abajo se sitúa en la comarca de La Alcarria y limita con las localidades de Carrascosa del Campo, Olmedilla del Campo y Valparaíso de Arriba, con los que forma el municipio de Campos del Paraíso desde 1971. Se encuentra situada a una altitud de 898 m s. n. m.

## Demografía
| Gráfica de evolución demográfica de Valparaíso de Abajo entre 1842 y 1970 |
| |
| Población de derecho según los censos de población del INE Población de hecho según los censos de población del INEEntre el censo de 1981 y el anterior, este municipio desaparece porque se agrupa en el municipio Campos del Paraíso |

## Monumentos
Iglesia de Nuestra Señora de la Asunción: iglesia del renacimiento herreriano fechada en el siglo XVIII. Iglesia con planta de cruz latina, está abovedada en el crucero, y posee un majestuoso retablo del siglo XVIII.